# MTV Video Music Awards 2011
28. gala rozdania nagród MTV Video Music Awards odbyła się 28 sierpnia 2011 w teatrze Nokia Theatre w Los Angeles. Zostały podczas niej wręczone nagrody za przemysł teledysków w ostatnim roku. Ceremonia nie została przez nikogo poprowadzona. Nagrody rozdano w dziewięciu głównych kategoriach, gdzie zwycięzców wybrali internauci drogą głosowania, a także sześciu profesjonalnych, w których wygrane wideoklipy zostały wybrane przez profesjonalne jury. Ponadto nagrodę specjalną Video Vanguard Award imienia Michaela Jacksona za wkład w popkulturę i przemysł teledysków otrzymała Britney Spears.
20 lipca ogłoszono nominacje, które zdominowali Kanye West (11), Katy Perry (10) i Adele (7). Dwie ostatnie zdobyły po trzy nagrody (Perry w najważniejszej kategorii, teledysk roku), natomiast po dwie statuetki otrzymali Britney Spears, Lady Gaga i West. Na gali wystąpili natomiast m.in. Beyoncé, Gaga, Adele i Lil Wayne.

## Nominacje i zwycięzcy
Nominacje ogłoszono 20 lipca 2011. Zwycięzców ogłoszono 28 sierpnia na gali wręczenia nagród.
| Teledysk roku | Najlepszy debiut |
| --- | --- |

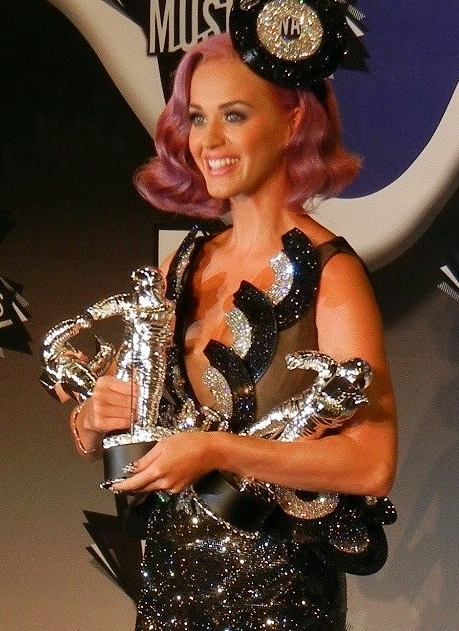
Katy Perry, laureatka nagród za teledysk roku, najlepszą współpracę i najlepsze efekty specjalne na czerwonym dywanie gali.

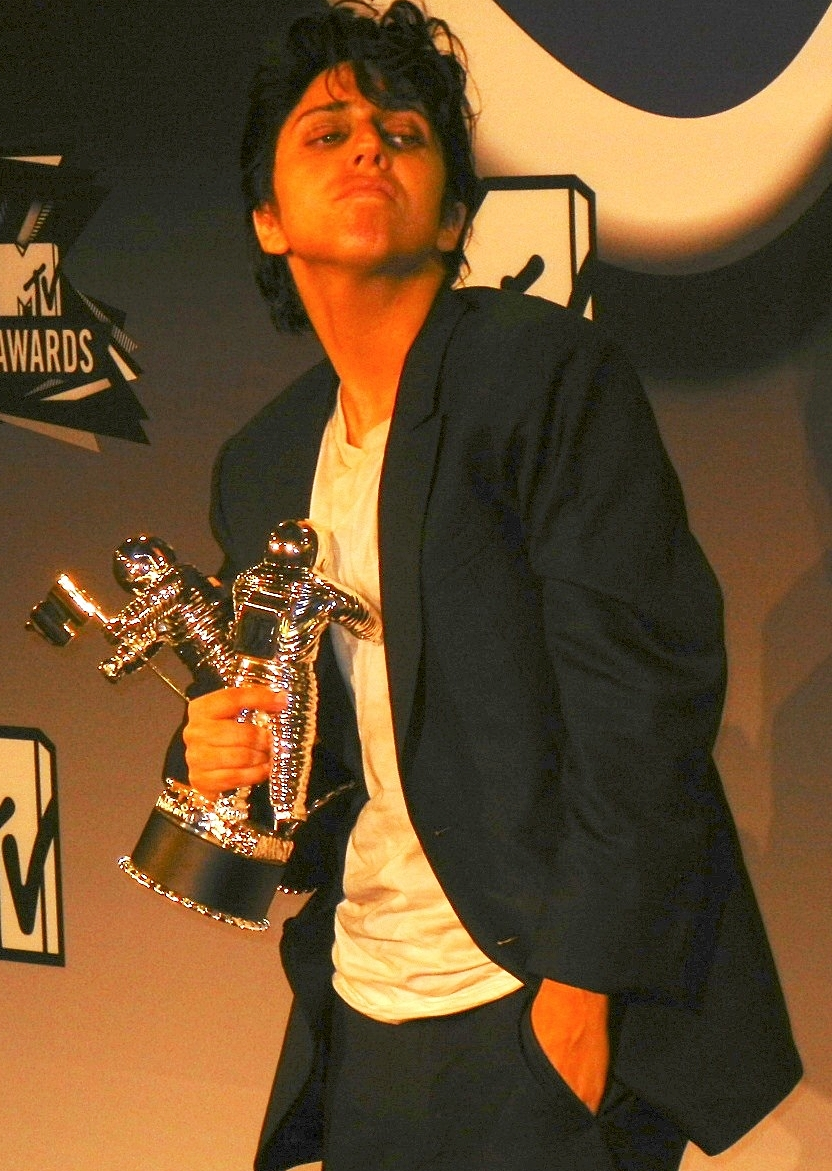
Lady Gaga, laureatka nagród za najlepszy teledysk żeński i najlepszy teledysk z przekazem na czerwonym dywanie gali. Przez cały wieczór przebrana była ona za swoje męskie alter ego, Jo Calderone’a, oprócz tego otworzyła ją swoim występem.

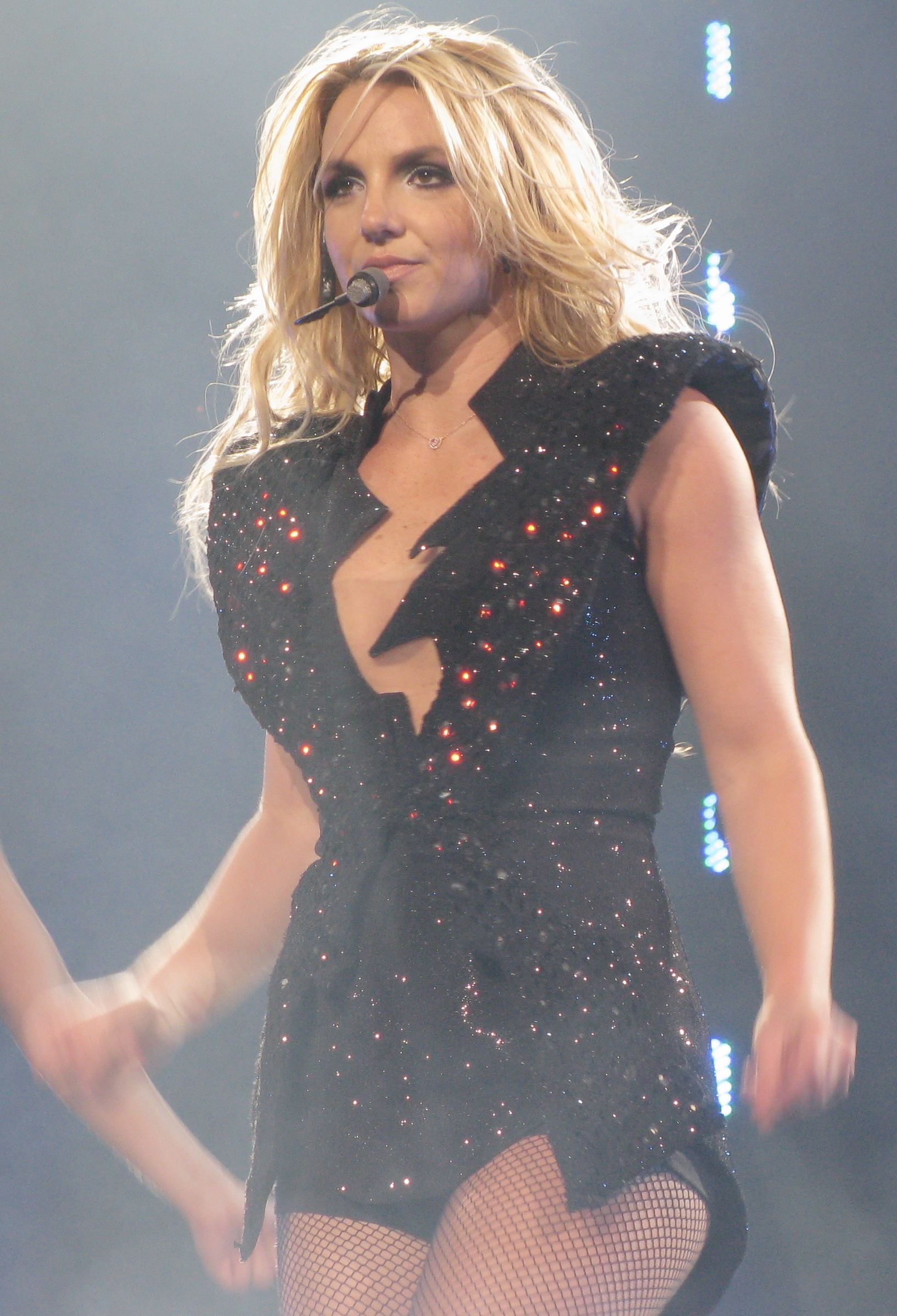
Britney Spears, laureatka nagród za najlepszy teledysk popowy i Video Vanguard Award (honorującą całokształt twórczości). Podczas gali został dla niej złożony hołd w postaci występu grupy tancerzy.

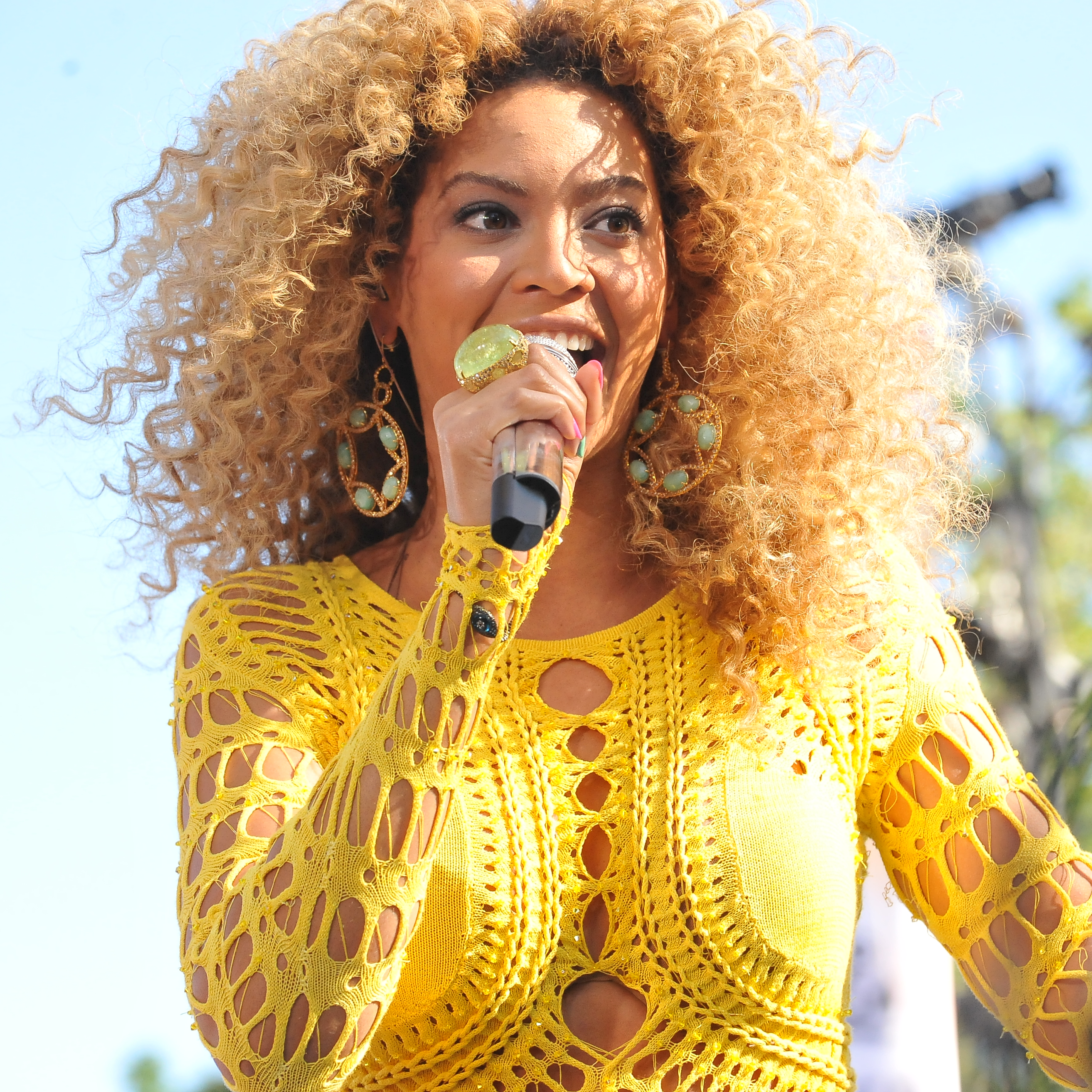
Beyoncé Knowles, laureatka nagrody za najlepszą choreografię, wykonała na gali „Love on Top” i oficjalnie potwierdziła swoją ciążę.

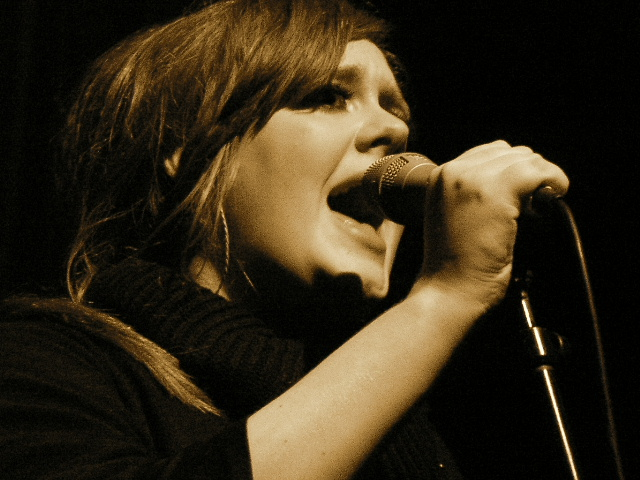
Adele, laureatka nagród za najlepszą dyrekcją artystyczną, najlepszy montaż i najlepszą kinematografię, wykonała na gali utwór „Someone Like You”.

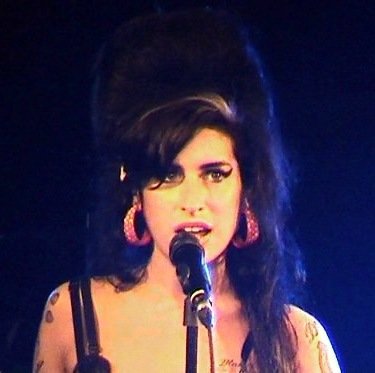
Amy Winehouse (zmarła w lipcu 2011), której Russell Brand, Tony Bennett i Bruno Mars złożyli podczas gali hołd.

| - Katy Perry – „Firework” - Adele – „Rolling in the Deep” - Beastie Boys – „Make Some Noise” - Bruno Mars – „Grenade” - Tyler, the Creator – „Yonkers” | - Tyler, the Creator – „Yonkers” - Big Sean (featuring Chris Brown) – „My Last” - Foster the People – „Pumped Up Kicks” - Kreayshawn – „Gucci Gucci” - Wiz Khalifa – „Black and Yellow” |
| Najlepszy teledysk żeński | Najlepszy teledysk męski |
| - Lady Gaga – „Born This Way” - Adele – „Rolling in the Deep” - Beyoncé – „Run the World (Girls)” - Nicki Minaj – „Super Bass” - Katy Perry – „Firework” | - Justin Bieber – „U Smile” - Eminem (featuring Rihanna) – „Love the Way You Lie” - Cee-Lo Green – „Fuck You!” - Bruno Mars – „Grenade” - Kanye West (featuring Rihanna & Kid Cudi) – „All of the Lights” |
| Najlepszy teledysk popowy | Najlepszy teledysk rockowy |
| - Britney Spears – „Till the World Ends” - Adele – „Rolling in the Deep” - Bruno Mars – „Grenade” - Katy Perry – „Last Friday Night (T.G.I.F.)” - Pitbull (featuring Ne-Yo, Nayer & Afrojack) – „Give Me Everything” | - Foo Fighters – „Walk” - The Black Keys – „Howlin’ for You” - Cage the Elephant – „Shake Me Down” - Foster the People – „Pumped Up Kicks” - Mumford & Sons – „The Cave” |
| Najlepszy teledysk hip-hopowy | Najlepsza współpraca |
| - Nicki Minaj – „Super Bass” - Chris Brown (featuring Lil Wayne & Busta Rhymes) – „Look at Me Now” - Lupe Fiasco – „The Show Goes On” - Lil Wayne (featuring Cory Gunz) – „6 Foot 7 Foot” - Kanye West (featuring Rihanna and Kid Cudi) – „All of the Lights” | - Katy Perry (featuring Kanye West) – „E.T.” - Chris Brown (featuring Lil Wayne & Busta Rhymes) – „Look at Me Now” - Nicki Minaj (featuring Drake) – „Moment 4 Life” - Pitbull (featuring Ne-Yo, Nayer & Afrojack) – „Give Me Everything” - Kanye West (featuring Rihanna & Kid Cudi) – „All of the Lights”                                                                                                  |
| Najlepszy teledysk z przekazem | Michael Jackson Video Vanguard Award |
| - Lady Gaga – „Born This Way” - Eminem (featuring Rihanna) – „Love the Way You Lie” - Katy Perry – „Firework” - Pink – „Fuckin’ Perfect” - Rise Against – „Make It Stop (September’s Children)” - Taylor Swift – „Mean” | - Britney Spears |
| Najlepsza reżyseria | Najlepsza choreografia |
| - Beastie Boys – „Make Some Noise” (reżyseria: Adam Yauch) - 30 Seconds to Mars – „Hurricane” (reżyseria: Bartholomew Cubbins) - Adele – „Rolling in the Deep” (reżyseria: Sam Brown) - Eminem (featuring Rihanna) – „Love the Way You Lie” (reżyseria: Joseph Kahn) - Katy Perry (featuring Kanye West) – „E.T.” (reżyseria: Floria Sigismondi)                                                                 | - Beyoncé – „Run the World (Girls)” (choreografia: Frank Gatson) - Lady Gaga – „Judas” (choreografia: Laurieann Gibson) - LMFAO (featuring Lauren Bennett & GoonRock) – „Party Rock Anthem” (choreografia: Hokuto Konishi) - Bruno Mars – „The Lazy Song” (choreografia: Bruno Mars & Poreotics) - Britney Spears – „Till the World Ends” (choreografia: Brian Friedman)                                     |
| Najlepsze efekty specjalne | Najlepsza dyrekcja artystyczna |
| - Katy Perry (featuring Kanye West) – „E.T.” (efekty specjalne: Jeff Dotson for Dot & Effects) - Chromeo – „Don’t Turn the Lights On” (efekty specjalne: The Mill) - Linkin Park – „Waiting for the End” (efekty specjalne: Ghost Town Media) - Manchester Orchestra – „Simple Math” (efekty specjalne: Daniels) - Kanye West (featuring Dwele) – „Power” (efekty specjalne: Nice Shoes and ArtJail)             | - Adele – „Rolling in the Deep” (dyrekcja artystyczna: Nathan Parker) - Death Cab for Cutie – „You Are a Tourist” (dyrekcja artystyczna: Nick Gould, Tim Nackashi and Anthony Maitz) - Lady Gaga – „Judas” (dyrekcja artystyczna: Amy Danger) - Katy Perry (featuring Kanye West) – „E.T.” (dyrekcja artystyczna: Jason Fijal) - Kanye West (featuring Dwele) – „Power” (dyrekcja artystyczna: Babak Radboy) |
| Najlepszy montaż | Najlepsza kinematografia |
| - Adele – „Rolling in the Deep” (montaż: Art Jones at Work) - 30 Seconds to Mars – „Hurricane” (montaż: Jared Leto, Frank Snider, Michael Bryson, Stefanie Visser and Daniel Carberry) - Manchester Orchestra – „Simple Math” (montaż: Daniels) - Katy Perry (featuring Kanye West) – „E.T.” (montaż: Jarrett Fijal) - Kanye West (featuring Rihanna and Kid Cudi) – „All of the Lights” (montaż: Hadaya Turner) | - Adele – „Rolling in the Deep” (zdjęcia: Tom Townend) - 30 Seconds to Mars – „Hurricane” (zdjęcia: Benoît Debie, Jared Leto, Rob Witt and Daniel Carberry) - Beyoncé – „Run the World (Girls)” (zdjęcia: Jeffrey Kimball) - Eminem (featuring Rihanna) – „Love the Way You Lie” (zdjęcia: Christopher Probst) - Katy Perry – „Teenage Dream” (zdjęcia: Paul Laufer)                                         |

Źródło:

## Statystyki
| Najwięcej nominacji: - 11 – Kanye West - 10 – Katy Perry - 7 – Adele - 4 – Eminem, Lady Gaga, Bruno Mars - 3 – Beyoncé, Nicki Minaj | Najwięcej nagród: - 3 – Katy Perry, Adele - 2 – Lady Gaga, Britney Spears, Kanye West |

## Gala

### Informacje ogólne
Gala rozdania nagród odbyła się w niedzielę, 28 sierpnia 2011 w teatrze Nokia Theatre zlokalizowanym w amerykańskim mieście Los Angeles (stan Kalifornia). Transmisja na żywo odbyła się poprzez kanały MTV na całym świecie, m.in. amerykański MTV (na polskim rozdanie emitowano z półgodzinnym opóźnieniem). Jest to trzecia w 28-letniej historii VMA gala, która nie została przez nikogo poprowadzona. Pre-show na czerwonym dywanie zostało natomiast poprowadzone przez Selenę Gomez, nastoletnią aktorkę znaną głównie z serialu Disney Channel Czarodzieje z Waverly Place i wokalistkę zespołu Selena Gomez & the Scene.

### Przebieg
Galę otworzyła Lady Gaga, która przez cały wieczór ubrana była za swoje alter ego płci męskiej, Jo Calderone’a. Wygłosiła ona przemowę i wykonała ostatni singel „Yoü and I” w towarzystwie Briana Maya, gitarzysty zespołu Queen, który pojawia się także w studyjnej wersji utworu. Później tego wieczoru artystka wręczyła Britney Spears nagrodę za całokształt twórczości oraz odebrała z rąk Cloris Leachman nagrodę za najlepszy teledysk żeński („Born This Way”), informując także, że ten sam wideoklip zwyciężył w kategorii najlepszy teledysk z przekazem. Britney Spears odebrała z rąk swojej przyjaciółki Nicki Minaj i Jonaha Hilla nagrodę za najlepszy teledysk popowy („Till the World Ends”), już trzeci raz w karierze w tej kategorii (po 2008 i 2009 roku). Oprócz tego została nagrodzona za całokształt twórczości i wpływ na popkulturę nagrodą Video Vanguard imieniem Michaela Jacksona, odbierając statuetkę z rąk Gagi zaraz po jej przemowie oraz krótkim hołdzie w postaci występu grupy tancerzy, którzy wykonali choreografię do medleyu jej hitów.
Na gali obecna była Katy Perry, która zdobyła trzy nagrody spośród dziesięciu nominacji. Jej teledysk „Firework” został nagrodzony w najważniejszej kategorii, teledysk roku, natomiast „E.T.”, w którym gościnnie pojawił się Kanye West, nagrodzono za najlepszą współpracę i najlepsze efekty specjalne. Również trzy nagrody zdobyła Adele, której wideoklip „Rolling in the Deep” nominowano w siedmiu kategoriach, choć ostatecznie Brytyjka zwyciężyła tylko w tych profesjonalnych: najlepsza dyrekcja artystyczna, najlepszy montaż i najlepsza kinematografia. Artystka wykonała na gali utwór „Someone Like You”. Beyoncé Knowles pojawiając się na czerwonym dywanie ogłosiła swoją ciążę, a podczas gali wykonała utwór „Love on Top” pochodzący z jej ostatniego albumu 4, pod koniec występu dotykając się po brzuchu; jej teledysk „Run the World (Girls)”, który nominowano w trzech kategoriach, zwyciężył tylko za najlepszą choreografię.
Drugi z hołdów podczas gali złożono zmarłej około miesiąc wcześniej Amy Winehouse. Russell Brand wygłosił krótką przemowę dotyczącą artystki, wspominając o jej wpływie na innych muzyków, piosenkarz jazzowy Tony Bennett opowiedział o nagrywaniu z nią duetu w marcu tego roku (materiał ze studia zaprezentowano na telebimie), natomiast Bruno Mars wykonał na żywo „Valerie”, utwór Winehouse i Marka Ronsona będący coverem zespołu The Zutons. Po jednej nagrodzie zgarnęli na gali Justin Bieber (najlepszy teledysk męski), Tyler, the Creator (najlepszy debiut), Foo Fighters (najlepszy teledysk rockowy), Nicki Minaj (najlepszy teledysk hip-hopowy) i Beastie Boys (najlepsza reżyseria). Występy na gali dali też m.in. Jay-Z w duecie z Kanye Westem, Pitbull z gościnnym udziałem Ne-Yo i Nayer, Chris Brown oraz Lil Wayne, natomiast artystką występującą podczas przerw reklamowych była Jessie J. Oprócz tego w trakcie rozdania zaprezentowano zwiastun filmu The Hunger Games.

### Oglądalność
Galę podczas emisji na żywo na amerykańskim MTV obejrzało 12,4 miliona widzów, co jest najwyższym wynikiem w historii VMA. Jest to także najwyższy wynik spośród wszystkich transmisji telewizji kablowej w 2011 oraz transmisji również kablowych w grupie wiekowej 12–34 w roku 2011.

## Wykonawcy

### Pre-show
- Cobra Starship (featuring Sabi) – „You Make Me Feel...”[6]

### Główne show
- Lady Gaga (featuring Brian May) – „Yoü and I”
- Jay-Z & Kanye West – „Otis”
- Pitbull (featuring Ne-Yo & Nayer) – „Give Me Everything”
- Adele – „Someone Like You”
- Chris Brown – „Yeah 3x”/„Beautiful People”
- grupa tancerzy – hołd dla Britney Spears
- Beyoncé Knowles – „Love on Top”
- Young the Giant – „My Body”
- Bruno Mars – „Valerie” (hołd dla Amy Winehouse)
- Lil Wayne – „How to Love”/„John”

### Podczas przerw reklamowych
- Jessie J – „Price Tag”, „Girls Just Want to Have Fun” (cover Cyndi Lauper), „Do It Like a Dude”, „Rainbow”, „Firework” (cover Katy Perry), „Domino”, „No Scrubs” (cover TLC), „Who’s Laughing Now”, „Fuck You!” (cover Cee Lo Greena), „Nobody’s Perfect”, „Mamma Knows Best”

Źródło:

## Prezenterzy
- Kevin Hart – otwarcie gali i zapowiedź pierwszych prezenterów
- Jonah Hill i Nicki Minaj – prezentacja nagrody w kategorii najlepszy teledysk popowy
- Shaun White i Miley Cyrus – prezentacja nagrody w kategorii najlepszy teledysk rockowy
- Will Ferrell, Seth Rogen, Jack Black i Odd Future – prezentacja nagrody w kategorii najlepszy teledysk hip-hopowy
- Demi Lovato i Chord Overstreet – prezentacja nagrody w kategorii najlepsza współpraca
- Rick Ross i Paul Rudd – zapowiedź występu Pitbulla, Ne-Yo i Nayer
- Katy Perry – zapowiedź występu Adele
- Kim Kardashian – prezentacja nagrody w kategorii najlepszy teledysk męski
- Joe Jonas i Victoria Justice – zapowiedź występu Chrisa Browna
- Lady Gaga/Jo Calderone – zapowiedź hołdu dla Britney Spears i wręczenie jej nagrody w kategorii Video Vanguard
- Britney Spears i Lady Gaga/Jo Calderone – zapowiedź występu Beyoncé
- Selena Gomez i Taylor Lautner – prezentacja nagrody w kategorii najlepszy debiut
- Jared Leto i Zoe Saldaña – zapowiedź występu Young the Giant
- Cloris Leachman oraz żeńska część Ekipy z New Jersey (Sammi, Snooki, Deena i JWoww) – prezentacja nagrody w kategorii najlepszy teledysk żeński
- Russell Brand – przemowa w hołdzie dla Amy Winehouse oraz zapowiedź przemowy Tony’ego Bennetta i występu Bruno Marsa
- Tony Bennett – przemowa w hołdzie dla Amy Winehouse i prezentacja wideo dokumentującego nagrywanie z nią duetu
- Jennifer Lawrence – zapowiedź zwiastuna filmu The Hunger Games
- Katie Holmes – prezentacja nagrody w kategorii teledysk roku
- Drake – zapowiedź występu Lil Wayne’a

Źródło: